# 朝日ネット
株式会社朝日ネット（あさひネット、英: Asahi Net,Inc.）は東京証券取引所プライム市場上場のインターネットサービスプロバイダ。独立系。
ASAHIネットの名称でインターネット接続サービスを全国展開している。

## 沿革
- 1988年（昭和63年）11月00日 - 朝日新聞社が、パソコン通信を提供するASAHIパソコンネットの運営を開始。
- 1990年（平成02年）04月00日 - 朝日新聞社とトランスコスモスの出資により株式会社アトソンが設立され、ASAHIパソコンネットの運営を引継ぐ。
- 1993年（平成05年）07月00日 - サービス名称を「ASAHIパソコンネット」から「ASAHIネット」に改称。
- 1994年（平成06年）06月00日 - インターネット接続サービスを開始。
- 1998年（平成10年）12月00日 - 株式10株に対して9株の割合で有償減資を実施。
- 2000年（平成12年）03月00日 - 全株式を役員・社員が取得（マネジメント・バイアウト）し、独立系通信事業者となる。
- 2000年（平成12年）12月00日 - ADSL接続サービスを開始。
- 2001年（平成13年）01月00日 - 株式会社朝日ネットに社名変更。
- 2001年（平成13年）08月00日 - 光接続サービスを開始。
- 2006年（平成18年）08月00日 - 東日本電信電話へ第三者割当増資を実施。
- 2006年（平成18年）12月00日 - 東京証券取引所第二部に上場。同年、クラウドサービスを開始。
- 2007年（平成19年）02月00日 - 教育機関向けSNS「manaba」を開発。
- 2007年（平成19年）11月00日 - ASAHIネット会員数が40万人に。
- 2007年（平成19年）12月00日 - 東京証券取引所第一部へ指定替え。
- 2010年（平成22年）09月00日 - 日本ネットワークイネイブラー株式会社（6社共同でIPv6事業を推進する新会社）を設立。
- 2011年（平成23年）04月00日 - 米国子会社 Asahi Net International, Inc. 設立。
- 2011年（平成23年）09月00日 - ASAHIネット会員数が50万人に。
- 2012年（平成24年）03月00日 - クラウド型教育支援システム「manaba」、導入校が100校に拡大。
- 2013年（平成25年）04月00日 - 米国子会社 Asahi Net International, Inc. が、rSmart社の教育支援システム事業を取得[5]。
- 2013年（平成25年）12月25日 - 朝日新聞社と業務・資本提携契約を締結[6]

## 朝日新聞社との関係
「朝日ネット」とは元々は朝日新聞社出版局（現・朝日新聞出版）がパソコンの専門雑誌として発刊していた「ASAHIパソコン」の読者向けのパソコン通信サービス「ASAHIパソコンネット」の開始がきっかけとされており、1990年からはトランスコスモスとの合弁「アトソン」を設立。1994年からインターネットサービスプロバイダ「ASAHIネット」を開設したことに由来している。
その後2000年に一度、朝日新聞社の保有していた全ての株式を役員・社員が取得（マネジメント・バイアウト）し、さらに朝日新聞社からの社員出向をすべて引上げて、朝日新聞との関係は一度解消された。だが、朝日ネットが2007年に開発した教育支援システム「manaba」（マナバ）をリリースしたことで、インターネットと学術・教育でのさらなる成長を促すには、過去に関係を持っていた朝日新聞社との提携・資本関係再開が有効として、2013年12月25日、朝日ネットの株式の6.82%を朝日新聞社が取得し、14年ぶりに朝日新聞社との関係が回復する形となった。

## インターネットプロバイダー「ASAHIネット」
ASAHIネットの名称でインターネット接続サービスを全国展開するインターネットサービスプロバイダである。

## クラウドサービス
クラウド教育支援システム「manaba」をはじめ、各種のクラウドサービスを提供。

## 情報セキュリティ
情報セキュリティマネジメントシステム（ISMS）の国際規格であるISO/IEC 27001：2005を全社で取得済。プライバシーマークを取得済。

## 社会貢献活動
東日本大震災　義援金
東日本大震災の被災地への義援金。朝日ネットが義援金を送ったほか、ASAHIネット会員が毎月継続的に小額の義援金を送れる仕組みを採用。ASAHIネット会員であれば、インターネット利用料と合算し、毎月一定額を継続的に募金が可能。これまでの義援金総額129,002,500円。寄付先：日本赤十字社。
南三陸町復興応援プロジェクト　インターネットの無償提供
社会貢献共同体ユナイテッド・アースが東日本大震災復興支援として南三陸町の復興を応援しようと立ち上げたプロジェクトである「南三陸町復興応援プロジェクト」に対して、インターネット接続サービス及び通信機器を無償提供。南三陸町田尻畑や南三陸町城場の活動拠点で使われている。
グリーン接続　
インターネット利用時に排出するCO2を相殺（カーボンオフセット）するASAHIネット会員向けサービス。会員は毎月のインターネット接続料に100円を付加することで継続的に環境問題に貢献できる。
食料支援募金
国連唯一の食糧支援機関であるWFP [連世界食糧計画]を通じて、飢餓や貧困を抱える地域への食糧支援できるASAHIネット会員向けサービス。会員は毎月のインターネット接続料に一口100円を付加することで継続的に募金ができる。これまでの募金総額10,208,000円。
ヒューマン・ライツ・ウォッチへの支援
非営利の国際人権組織（非政府組織、NGO）への支援。